# Palette (岡本信彦のアルバム)
『Palette』（パレット）は、岡本信彦のデビューミニアルバム。2012年5月23日にKiramuneから発売された。

## 概要
豪華盤と通常盤の2種類リリースで、前者には未来スケッチのPV及びメイキングを収録したDVDが同梱されている。また、各種の初回生産限定特典としてメッセージカードが封入された。
タイトルの「Palette」は、全6曲の異なる色合いを楽しんで欲しいという意向で付けられた。
本作のコンセプトは応援歌で、収録曲も岡本自身がポップで明るい曲が好きなため、デモテープを聴いた時点で半分以上を元気が出そうな曲で固めようと考えたが、明るい曲ばかりだと芸がないと思ったため5曲目の「永遠時計」のようなミディアムバラードも取り入れた。
また、レコーディング前に、全曲が体力を要するアップテンポな曲で占められている事から、入野自由と話し合い、「走った方が良い」と言われたため、実際に走って体力を付けた。
2012年6月4日付のオリコン週間アルバムチャートで9位を獲得。初動売上は0.6万枚を記録した。また、2012年5月度のオリコン月間アルバムチャートで43位、2012年6月4日付のBillboard JAPAN Top Albumsで8位、2012年5月21日から同年5月27日調査分のサウンドスキャンの週間アルバムCDソフトTOP20で13位を獲得した。

## 収録曲
1. 未来スケッチ [4:25]
作詞：松村龍二、作曲・編曲：増田武史
2. Sniper [4:09]
作詞・作曲・編曲：佐々木裕
3. アスファルトの花 [4:21]
作詞：鳥海雄介、作曲・編曲：山元祐介
4. Positive Fighter [4:28]
作詞・作曲・編曲：佐々倉有吾
アップテンポなため、音程が外れると同じ曲でも違う曲になる事に注意しながらレコーディングした[3]。
5. 永遠時計 [4:59]
作詞・作曲・編曲：増田武史
岡本曰く「大人っぽいミディアムバラード」[3]。
6. nonstop [4:07]
作詞・作曲：岡本健介、編曲：山田高弘

DVD（初回限定盤のみ）
1. 未来スケッチ -Music Video-
2. making of 未来スケッチ
3. TRAILER